# Perzej (ozvezdje)
Perzej (latinsko Perseus) je ozvezdje severne nebesne poloble in eno od 88 sodobnih ozvezdij, ki jih je priznala Mednarodna astronomska zveza. Bilo je tudi eno od Ptolemejevih 48 ozvezdij. Imenuje se po grškem junaku Perzeju, ki je s pomočjo božjih predmetov ubil pošast Meduzo.

## Znana nebesna telesa v ozvezdju

### Zvezde
- Mirfak (α Per) [Algenib],
- Algol (β Per),
- Miram (η Per),
- Mankib (ξ Per) [Menkib],
- Atik (ο Per),
- GK Per [Nova Perzeja 1901].

Koordinati:  03h 00m 00s, +45° 00′ 00″